# Cuatro Pesos de Propina
Cuatro Pesos de Propina, también conocido como "Cuatro Pesos", es un grupo de rock y ska formado en el 2000 en Montevideo, Uruguay.

## Historia
La historia de Cuatro Pesos comienza en 2000; aunque su formación termina de consolidarse en 2004. Desde entonces ha tenido un constante crecimiento, como banda independiente, tocando en universidades, boliches, movidas sociales, y organizando producciones propias. Banda de varios estilos musicales como el ska, el reggae, la música mestiza y la fusión de géneros; con gran influencia de los cantautores populares más experimentales de la música uruguaya.
En el 2007 sale "Se está complicando", primer CD de la banda, editado de forma independiente. Coproducido por Chole Giannoti (Abuela Coca, Congo) y con invitados como Fermín Muguruza, Pitufo Lombardo, Queso Magro, etc. Llegan a Bs As por primera vez en el 2006 y en el 2008 hacen la presentación de "Se está complicando" en Bs As, en el Teatro Verdi (la Boca); y empiezan a tocar en el Gran Buenos Aires.
En 2010 editan su segundo disco “Juan”, también independiente, con Fernando Goicoechea (productor y músico de José Carbajal, “el Sabalero”) como productor artístico. En 2011 y 2012, tocan tanto en el interior como en el exterior del país: En Argentina en ciudades como Rosario, Santa Fe o Córdoba, compartiendo escenario con bandas como La Vela Puerca, No te va gustar, Arbolito, Todos Tus muertos, Gogol Bordello, La Chilinga, 2 Minutos, Las Manos de Filippi o Karamelo Santo, entre otras, participando de festivales masivos, y recorriendo varios boliches a lo largo de toda la provincia de BsAs.
A comienzos de 2013 sale su último disco de estudio Surcando, producido por Francisco Fattoruso, donde participan músicos como Hugo Fattoruso, Andrea Echeverri (Aterciopelados de Colombia) y Damny Baluteau (La Phaze de Francia), entre otros. Al igual que los anteriores, el disco es independiente, siendo ésta una de las características principales como banda, al igual que la autogestión como proceso grupal de funcionamiento.
En 2015 sale el primer DVD de la banda Muerto pero vivo, Dirigido por Rodrigo Labella y producido por Francisco Fattoruso. concierto grabado en el Teatro de Verano de Montevideo, uno de los mayores escenarios de la escena musical del país. Editado el 1 de octubre y presentado en varios países; Muerto pero vivo recorre la carrera artística de la banda en los últimos tiempos.
Han compartido escenario y grabaciones con varios artistas de la escena nacional e internacional, como Manu Chao, Fermín Muguruza, La Vela Puerca, Karamelo Santo, Todos Tus Muertos, Calle 13, Ataque 77, Aterciopelados, La Phaze, Kumbia Queers, Gogol Bordello, entre otros.
Tiempo después de editar su primer DVD en vivo, Muerto pero vivo, en 2015, la banda de rock mestizo Cuatro Pesos de Propina vivió algunas turbulencias, y su cantante y principal compositor, Diego Rossberg, el 4 de enero de 2017, se fue del grupo para emprender un camino como solista.          
Después de superar una posible ruptura, la banda se reformuló y en mayo de 2019 publica su cuarto disco de estudio “LA LLAMA”, producido por Rodrigo Calzada y Gastón Puentes, y cuenta con la participación de Andrea Dias (Colombia), Sara Hebe (Argentina), y varios músicos instrumentistas invitados. El álbum transita por distintos géneros como es característico en la banda, animándose a fusionar ritmos y estilos pero manteniendo la raíz en la música rioplatense. Composiciones donde la canción y la exploración instrumental siguen siendo protagonistas.

## Formación

### Integrantes
- Agustina García - Voz
- Gastón Puentes - Voz
- Facundo Guiondjian - Bajo
- Gastón Pepe - voz, coros, percusión y scratches en 12
- Diego Casas - Batería
- Rodrigo Baleato - Saxo tenor, saxo soprano y saxo barítono, clarinete y coros
- Miguel Leal - Trompeta y coros
- Sabrina Diaz - Teclado y coros
- "Sebo" Delgado - Guitarra

### Otros integrantes
- Camilo Sequeira - Mánager
- Joana Alonso - Producción
- Martín Gaviglio - Producción
- Daniela Beracochea  - Arte y diseños
- Emilio Ferraro - Técnico FOH (Front of House; quien se encarga del sonido que escucha el público)
- Gustavo Gestido - Luces

### Integrantes anteriores
- Diego Rossberg (voz) (el 4 de enero de 2017 se anunció que dejaba la banda)
- Rodrigo Calzada - Bajo y coros
- "Tato" Bolognini - Batería.

## Discografía
- Se está complicando (2007)
- Juan (2010)
- Surcando (2013)
- Muerto pero vivo (DVD en vivo - 2015)
- La llama (2019)
- Respirar una vez más (2021)